# 卢班吉·奥春巴
奥春巴·奥塞凯·卢班吉（英語：Ochumba Oseke Lubandji；2001年7月1日—），赞比亚女子足球运动员，司职中场，目前效力于Red Arrows F.C.和赞比亚国家女子足球队。她曾代表赞比亚参加2020年和2024年夏季奥林匹克运动会女子足球比赛。